# 口之島牛

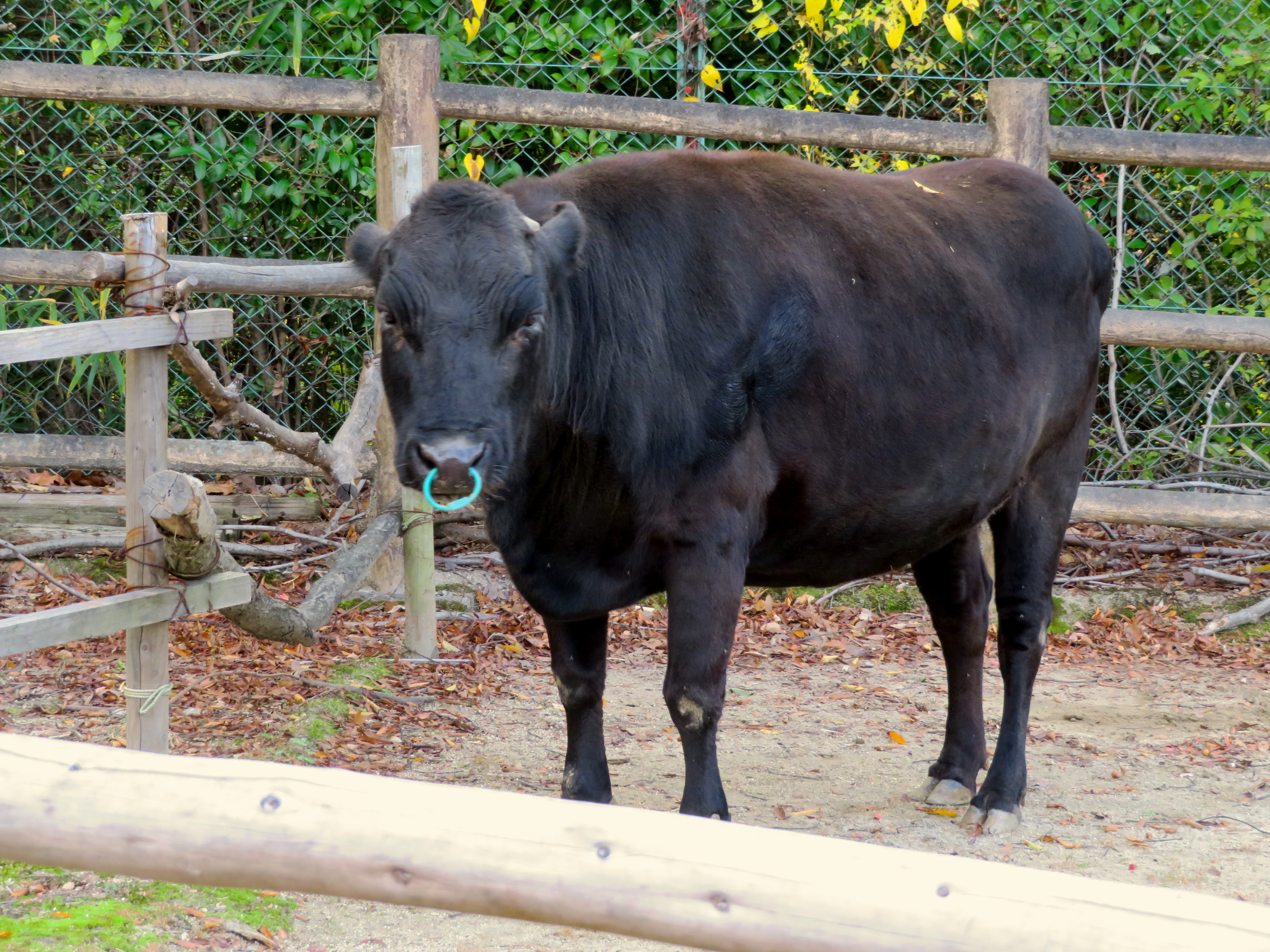
口之島牛（東山動植物園）

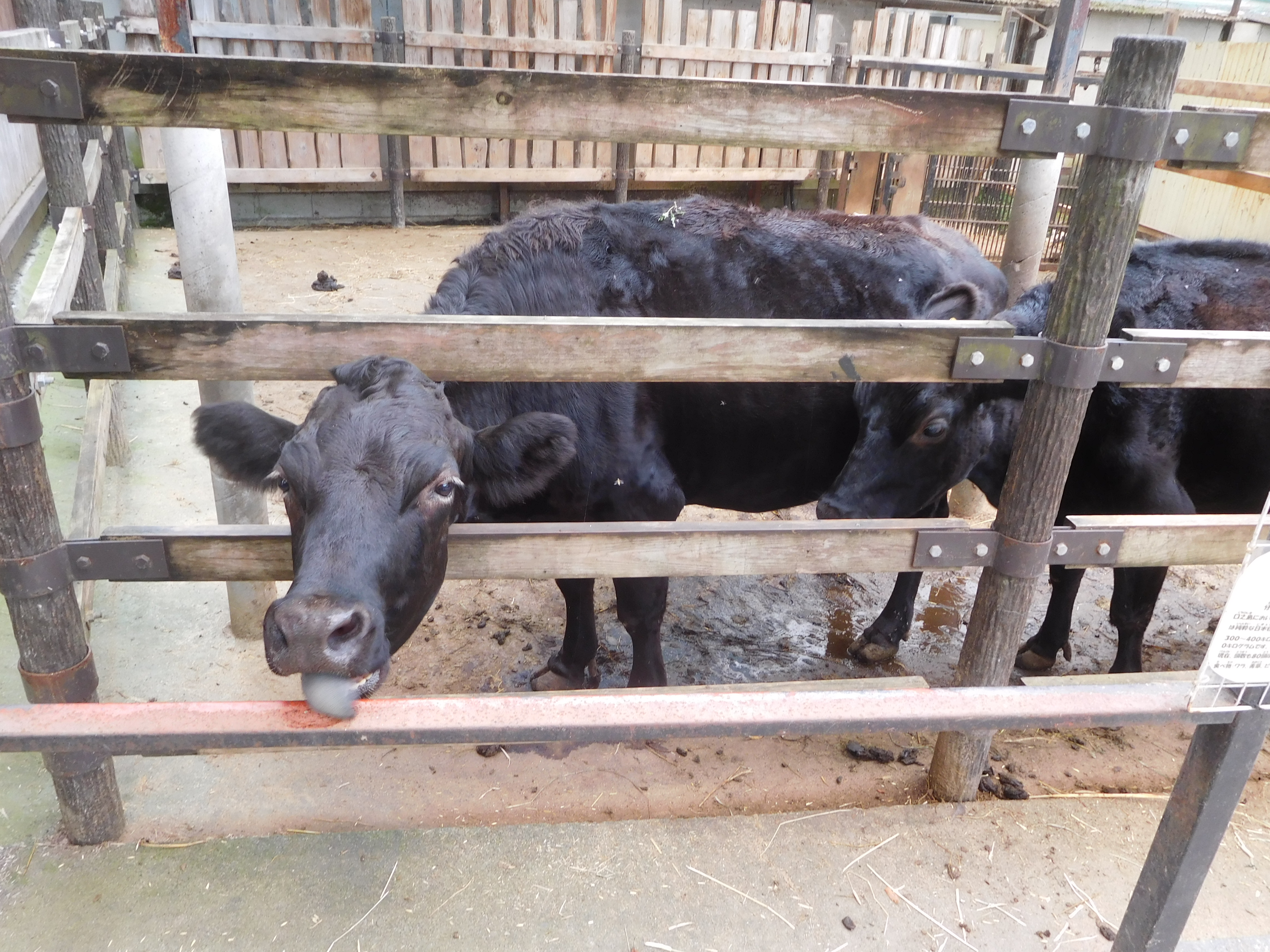
口之島牛（宇都宮動物園）

口之島牛（くちのしまうし）は、日本で唯一の野生（化）牛の品種。西洋種の影響を受けていない日本の在来牛は、口之島牛と見島牛の2種類しか残っていない。
鹿児島県鹿児島郡十島村、トカラ列島北端の口之島に棲息する。口之島野生化牛、またはトカラ牛の俗称を持つ。

## 血統
1918年 - 1919年（大正7 - 8年）に同列島の諏訪之瀬島から導入された数頭の牛の子孫である。急峻な島の地形のために放牧地へ管理が行きとどかず、島南部に逃げ込んだものが、横岳・燃岳を中心とする原生林内で再野生化したものである。東京都恩賜上野動物園や宇都宮動物園など各地の動物園や大学に貸与されている。一方、富田 (1980)は、当時口之島小・中学校の教員であった郷土歴史家・川嵜兼高氏から得た次の情報を紹介した。①享保2年（1727年）の名寄帳に口之島にはウシが1頭いたとの記述がある。②「拾島状況録」（笹森1895）の口之島記には、口之島で放飼されていた7頭のウシのうち6頭を諏訪之瀬島に贈与したと記述がある。これらは、野生化牛の起源が1910年代より古い可能性があることを示唆したものである。
島内の推定生息数は約60頭（2023年現在）。島外の研究機関では、鹿児島大学農学部入来牧場にて約20頭が繁殖飼育される。これに各地の動物園などでの飼育数が加わる。
また、かつて20年間にわたり名古屋大学で繁殖飼育が続けられていたが、予算上の都合で施設が2013年に閉鎖された。各施設や農家に譲渡されたものの子孫も若干数現存している。

## 体格

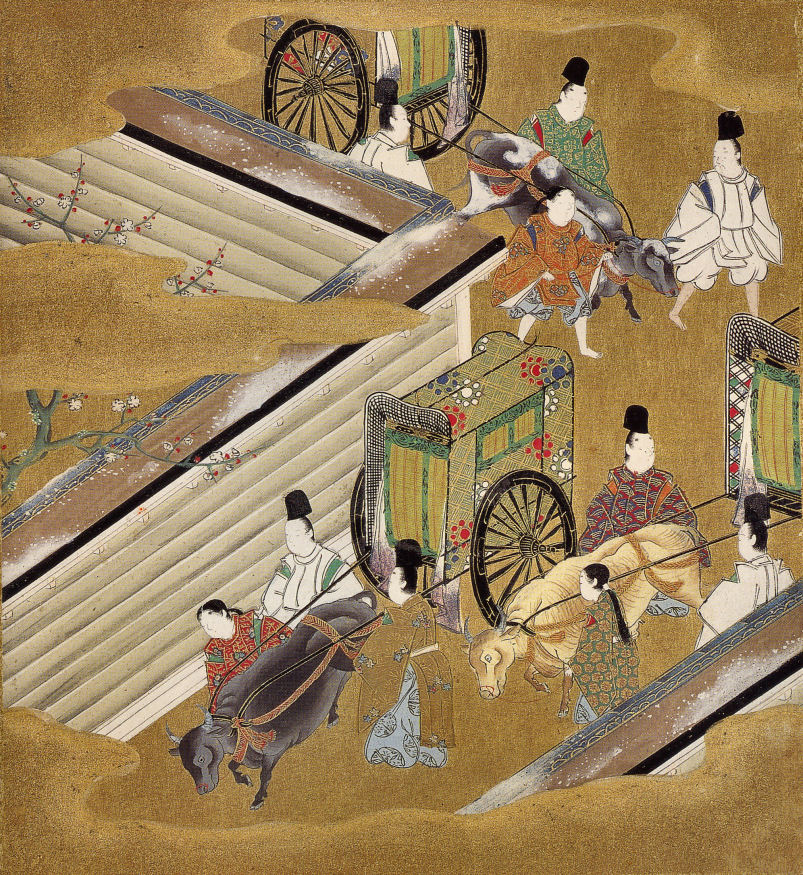
土佐光起『源氏物語絵巻』四十二帖「匂宮」、バーク・コレクション

体格は非常に小さく、雄の成牛でも300 - 400キログラムである。増体能力に劣るため、肥育しても約500キログラム程度にしかならない。前駆に優る、改良のための交配を経ていない体型が目立つ。
毛色は黒毛だけではなく、褐色のほか、白斑など多様である。これは江戸時代以前の絵画で描かれた姿でも、在来牛の形質として確認できる。